# Dance eJay
Dance eJay 6 Reloaded es un programa computacional diseñado para secuenciar muestras de sonidos pregrabados.Permite crear secuencias en formato.dj7 (formato propio del soft), las cuales se pueden guardar como un archivo proyecto. El Soft trae pregrabadas más de 5000 samples con licencia, y más 450 archivos wav de sonidos prediseñados: Snares, Metallic, Toms, cymbals, etc.La gran performance de sonido y calidad de muestreo final de los proyectos permite crear verdaderos loops, samplers y canciones completas, convirtiendo al usuario con un entorno gráfico atrapante en un verdadero DJ.Una de las características más excepcionales de este software de la gama eJay Soft es la utilización de bases completamente "limpias" con la utilización de synth`s de última generación.Finalmente se pueden exportar los proyectos como archivos ".wav" de alta calidad y frecuencia de muestreo. 

Compatible con Windows XP, Vista, 7, 8.1 , 10 y 11.